# Distenia sparsepunctata
Distenia sparsepunctata är en skalbaggsart som beskrevs av Maurice Pic 1928. Distenia sparsepunctata ingår i släktet Distenia och familjen långhorningar. Inga underarter finns listade i Catalogue of Life.